# Mahaut
Mahaut – wieś we Wspólnocie Dominiki, w parafii świętego Pawła. W 1991 roku wieś zamieszkiwało 2364 osoby.